# 王祺扬
王祺扬（1968年11月—），江西高安人，生于湖北广水，中华人民共和国政治人物。1991年7月参加工作，1991年1月加入中国共产党。中南财经政法大学在职博士研究生、管理学博士，英国赫尔大学工商管理硕士。曾任中共湖北省委常委、襄阳市委书记，现任中共海南省委常委、三亚市委书记。

## 生平
曾任中共荆门市委书记，2022年6月升任中共湖北省委常委、襄阳市委书记。
2024年12月，跨省出任中共海南省委常委、三亚市委书记。